# (38541) Rustichelli
(38541) Rustichelli (1999 VT6) – planetoida z pasa głównego asteroid okrążająca Słońce w ciągu 5,57 lat w średniej odległości 3,14 j.a. Odkryta 7 listopada 1999 roku.